# 乔治·格拉迈克
乔治·格雷戈里·格拉迈克（英語：George Gregory Glamack，1919年6月7日—1987年3月10日），美国NBA联盟前职业篮球运动员。